# Herr Peders sjöresa
Herr Peders sjöresa är en mycket spridd riddarvisa som är känd från hela Norden. Det är den visa som har flest kända varianter i Sveriges Medeltida Ballader (SMB 164), 347 stycken. Dessutom har ytterligare en variant upptäckts i George Stephens manuskriptsamling i Växjö. Den äldsta kända nedteckningen kommer från Danmark och har daterats till 1590.

## Handling
Balladen inleds med att Herr Peder frågar sin fostermor om hur han kommer att dö. Hon svarar att han bör akta sig för "böljorna de blå." Trots denna varning bygger Peder sig ett skepp och ger sig ut på havet. Väl ute på havet drabbas man av stiltje (i andra varianter håller böljorna på att slå skeppet i stycken). Enligt folktron till sjöss så beror det på att det finns en syndare ombord. Man drar lott, och lotten faller på Peder själv. För att blidka makterna offras Peder till vågorna. Innan det sker så får vi dock höra Peder erkänna alla de synder han har på sitt samvete: klosterbränningar, våldtäkter, med mera.
I den äldsta danska varianten från 1590 räddas Peder av att vattnet blir till fast mark. I nyare nedteckningar drunknar han och i vissa fall avslutas visan med att skeppet åter får vind i seglen.

## Insjungningar
Balladen finns på ett flertal traditionsinspelningar, bland annat
- Svea Jansson på samlingen Den medeltida balladen
- Eva Hedberg på samma samling
- Judit Persson på Visor i skillingtryck

Utöver traditionsinspelningar har den också spelats in av Nordman på albumet Patina och Barka Vall på Skogsflot.